# Тупољев АНТ-40
Тупољев АНТ-40, Тупољев СБ, СБ-2, АНТ-40 и СБ-2бис (АНТ-41) је био совјетски лаки бомбардер из периода 30-их година двадесетог века био је међу најбољим бомбардерима Шпанског грађанског рата, а у Другом свјетском рату већ је застарео. Пројектовао га је ОКБ 156 Тупољев (Опитни конструкциони биро - Тупољев). До јуна 1941. године био је најзаступљенији бомбардер у саставу Совјетског војног ваздухопловства 94% свих бомбардера били су АНТ-40/СБ.

## Пројектовање и развој
Совјетско министарство ваздухопловства је 1933. године расписало конкурс за нацрт бомбардера великих брзина, засновавши свој захтев на тактици да бомбардер мора бити бржи од тадашњих ловаца и да је то најбоља одбрана од њих. ОКБ 156 Тупољев (Опитни Конструкциони Биро - Тупољев) је почетком 1934. године предложио тактичко техничке услове за лаки бомбардер са следећим карактеристикама: максимална брзина 350 km/h на висине 4.000 m, брзина слетања 90 km/h, плафон лета од 7.000 до 8.000 m а радијус лета 800 km. Предвиђено је било да авион може да понесе 500 kg бомби а да за властиту заштиту буде опремљен са 4 до 6 топова /алтернативно митраљеза са 500 до 1.000 комада муниције по оружју. Што се тиче мотора предложене су две варијанте: радијални мотор са ваздушним хлађењем Рајт Циклон Р-1820-Ф-3 са 9 цилиндара (касније произведен по лиценци са ознаком М-25) или Хиспано-Суиза 12 Ybrs, V12 линијски, водом хлађени мотор (касније рађен по лиценци под ознаком М-100). Радећи на пројекту овог бомбардера коришћена су искуства стечена на пројектима АНТ-21, АНТ-29, АНТ-30 и АНТ-38 (разрађен предлог ОКБ Тупољева за брзи бомбардер).
Почетком марта месеца 1934. године донета је одлука да се праве два прототипа ових авиона, један са радијалним, а други са V12 линијским мотором. Радни назив овог пројекта је био СБ-1. Пројектант овог авиона је био А. А. Архангелски. Први лет прототипа СБ-1 са М-25 радијалним моторима је извео 7. октобра 1934. године пробни пилот К. Попов., иако није испунио све захтеве из тактичко-техничке спецификације, авион је ушао у серијску производњу 1936. Израда другог прототипа СБ-2 са V12 линијским мотором М-100 почела је 15. маја 1934. а завршена 30. децембра 1934. године. Истог дана пробни пилот И. Зуров је обавио први пробни лет а фабричко тестирање авиона је завршено 21. јануара 1935. године. Авион је на фабричком тестирању постигао брзину од 430 km/h на висини од 4.000 m знатно боље од пројектованих карактеристика и тиме задовољио све услове из Тактичко-Техничке спецификације Након што су завршена тестирања авиона АНТ-40-2 (СБ-2), која су показала да је бољи од АНТ-40-1 (СБ-1), он је постао основни производни тип овог авиона. Израђен у великом броју током 1930-их година, а у Великом отаџбинском рату СССР од 1941. је већ био застарио.
Иако је авион направљен по спецификацији из 1933. године, угледавши се на америчке двомоторне бомбардере B-10 и B-12, био је по летним особинама, бољи не само од њих него и од касније направљеног британског лаког бомбардера Бристол Блејнхема. На бази авиона АНТ-40 пројектовани су и произведени авиони АНТ-41(Т-1) поморски бомбардер торпедоносац (са точковима или пловцима) који је био већих димензија, тежи, имао је већи радијус и снажније моторе. Непосредно пред рат (1940. године) направљена је варијанта АНТ-40 авиона који је имао ознаку Ар-2 и у односу на претходника био је бољих карактеристика. Ових авиона је произведено око 190 примерака. Карактеристике основних типова авиона АНТ-40 и 41 су приказани у табели која следи. Сви авиони овог типа служили су у Војном ваздухопловству Совјетског Савеза док им или нису истекли ресурси или замењени модернијим авионима за бомбардерске намене Петљаков Пе-2 и Тупољев Ту-2.

### Технички опис
Авион АНТ-40 је био лаки двомоторни, троседи бомбардер, једнокрилац потпуно металне конструкције, са затвореним кокпитом и увлачећим стајним трапом система трицикл. Два предња главна точка, димензија 900 x 200 mm, опремљени кочницама, су се увлачила у простор носача мотора испод крила помоћу хидрауличних цилиндара а трећи не увлачећи ("клавирски") точак је био смештен на репу авиона. Труп авиона је био кружног попречног пресека. У носу авиона је била кабина за навигатора који је уједно био и нишанџија и предњи стрелац. У куполи на горњој површини трупа био је у обртној куполи смештен задњи стрелац. У утроби авиона било је простора за смештај бомби укупне тежине од 500 до 600 kg. Авион је могао да понесе једну бомбу од 500 kg или 2 по 250 kg или 5 до 6 бомби од 100 kg, код каснијих верзија авиона, овај капацитет је знатно повећан до 1.600 kg бомби. Авион је имао крила металне конструкције обложена алуминијумским лимом. Облик крила је био трапезаст са заобљеним крајевима. На крилима су постављена два мотора у почетку су то били радијални ваздухом хлађени мотори Рајт „Циклон“ снаге 535 kW а затим су уграђивани V12 линијски, водом хлађени мотори М-100, рађени по лиценци Хиспано-Суиза 12 Y снаге 619 kW, истовремено су уграђене металне елисе променљивог корака типа Хамилтон, и на крају су уграђивани најснажнији V12 линијски, водом хлађени мотори М-103 снаге 810 kW са трокраким елисама променљивог корака. У зависности од врсте мотора авион је имао максималну брзину од 325 до 450 km/h, (Ар-2 чак 512 km/h). Управљачке команде авиона су биле хидрауличне.

### Карактеристике
| Карактеристика         | АНТ-40-1 (СБ-1)  | АНТ-40-2 (СБ-2)   | АНТ-41 (СБ-2 бис) | АНТ-41 (Т-1)    | Ар-2               | АНТ-46/ДИ-8      |
| ---------------------- | ---------------- | ----------------- | ----------------- | --------------- | ------------------ | ---------------- |
| Дужина                 | 12,30 m           | 12,57             | 12,57             | 15,54 m          | 12,50 m             | 12,24            |
| Висина                 | 3,40             | 3,48              | 3,48              | 3,86 m           | 3,56 m              | 3,40             |
| Размах крила           | 19,00 m           | 20,33             | 20,33             | 25,73 m          | 18,00 m             | 20,33            |
| Површина крила         | 46,30 m²           | 52,00 m²            | 56,00             | 88,94 m²          | 48,20 m²             | 56,00            |
| Тежина празног авиона  | 3.132 kg           | 4.060 kg            | 4.768 kg            | 5.846 kg          | 4.516 kg             | 3.487            |
| Максимална тежина      | 4.717 kg           | 5.732 kg            | 7.880 kg            | 9.376 kg          | 8.150 kg             | 5.553            |
| Врста мотора           | клипни-радијални | клипни-линијски   | клипни-линијски   | клипни-линијски | клипни-линијски    | клипни-радијални |
| Мотори                 | 2 × М-25         | 2 × Микулин М-100 | 2 × Микулин М-103 | 2 × М-34ФРН     | 2 × Микулин М-105Р | 2 ×              |
| Снага                  | 2 × 535 kW         | 2 × 619 kW          | 2 × 810 kW          | 2 × 940 kW        | 2 × 820 kW           | 2 × 596          |
| Максимална брзина      | 325 km/h             | 420 km/h              | 450 km/h              | 505 km/h            | 512 km/h               | 382              |
| Плафон лета            | 6.800 m           | 6.600 m            | 7.800*            | 9.500 m          | 10.500 m            | 9.000            |
| Радијус                | 2.000            | 1.600             | 2.300 km            | 2.100 km          | 1.500 km             | 1.800            |
| Брзина пењања          | 385 m/min             |                   | 570 m/min              |                 | 768 m/min               | 440              |
| Тежина бомби / торпеда | 500              | 500               | 1.600             | 2.000           | 1.600              |                  |

* овим авионом је пилот Михаил Алексејев 2. септембра 1937. године поставио светски рекорд попевши се на висину од 12.246,5 m са оптерећењем од једне тоне.

### Варијанте
- АНТ-46/ДИ-8 - двоседи тешки ловац верзија авиона АНТ-40, први лет 1935, са мотором Gnome-Rhone 14Krsd снаге 596 kW, наоружан са два топа Кучевски АПК-4 кал. 76,2 mm, од пројекта се одустало кад су топови Курчевски доживели дебакл.[5][6]

## Наоружање
- Стрељачко: 4-6 митраљеза 7.62 mm ШКАС
- Бомбе: од 500. до 1.600 kg (у зависности од типа авиона, погледај табелу са карактеристикама)

## Оперативно коришћење
Авион АНТ-40 и 41 су имали трочлану посаду пилот, навигатор који је истовремено био и нишанџија и радио-оператер који је истовремено био и задњи стрелац. У периоду од 1936. до 1941. произведено је укупно близу 7.000 примерака свих типова овог авиона. У Совјетском Савезу се овај авион производио у две фабрике No22 из Москве у којој је произведено 5.695 примерака и No125 из Иркутска у којој је произведено 1.136 примерака, у Чехословачкој се овај авион лиценцно производио под ознаком Авиа B-71, а произведено је укупно 161 примерак.

Корисници авиона су били СССР, Кина, Монголија, републиканска Шпанија, Чехословачка, и Словачка. По основу заробљавања до ових авиона су дошли нацистичка Немачка, Бугарска,(Немачка је продала авионе Авиа B-71 заробљене при окупацији Чешке, Бугарској и Кини) Финска и шпански Франкисти. Овај авион је учествовао у многим ратним дешавањима пре свега у Шпанском грађанском рату, Јапанско Кинеском рату 1938. и 1939, одбрани Монголије од јапанског напада 1939. године, у Совјетском рату с Финском 1939—1940. и у Отаџбинском рату. Након Другог светског рата неколико примерака авион АНТ-41УСБ (школски авион са дуплим командама) коришћен је у пољском војном ваздухопловству за обуку пилота бомбардера.

### Шпански грађански рат
Прва контингент од 31 авион типа АНТ-40/СБ стигао је у шпанију октобра 1936. године као помоћ Совјетског Савеза шпанској Републиканској армији. Ови авиони су први пут коришћени за бомбардовање аеродрома Севиља 28. октобра. Посаду ових авиона су сачињавали совјетски добровољци. Борбена употреба у Шпанији је показала да је авион одличан, а због велике брзине и висине лета противничким ловцима је било тешко да их пресретну. Брзина лета и пењања бомбардера СБ је крајем 1930-их година била већа од брзине многих ловаца, па је због тога и резултат примене овог авиона био изнад очекивања. Други контингент такође од 31 авион је стигао у Шпанију јула месеца 1937. године и имао је за циљ да попуни губитке у 12. групи шпанске Републиканске авијације и формира нову 24. групу. Када су Немци опремили Легију Кондор ловцима Месершмит Bf 109ц тада бомбардери АНТ-40 више нису могли да се уздају у своју брзину па су губици били већи. Трећи контингент је стигао у Шпанију јуна 1938. године такође са 31 авион што омогућава настављање активности бомбардера и поред великих губитака. Пошто се Грађански рат у шпанији завршава марта 1939. године биланс је следећи: 73 авиона је изгубљено од којих 40 акцијом непријатеља, 19 авиона је заробила франкова армада која их је искористила за формирање своје бомбардерске авијације. Руски мотори М-100 код ових авиона су замењени француским моторима Хиспано-Суиза 12 Y и то је трајало до капитулације Француске. Због отежаног снабдевања резервним деловима ови авиони су замењени знатно модернијим бамбардерима Јункерс Ју 88 а преостали исправни авиони АНТ-40 су служили за обуку пилота и споредне задатке.

### Кина
Првих 62 авиона АНТ-40/СБ Совјетски Савез је испоручио Кини до октобра 1937. године у којима су летели Совјетски добровољци. Прве акције су изведене већ у децембру нападајући јапанске бродове на реци Јангце и аеродром на Тајвану. Следећа испорука још 60 авиона је уследила почетком 1938. године и ти авиони су коришћени против јапанских снага у току 1938 и 1939. године у биткама код Вухан-а, Халхин Гол и Номонхан. Велики губици присиљавају да се кинески АНТ-40 привремено повуку из борбе, док није испоручено 100 авиона 1941. године којима су надокнађени губици. Поред борбених активности ови авиони су коришћени у операцијама спаљивања плантажа опијума. Када долази до распламсавања грађанског рата у Кини ови авиони који су били на располагању кинеским националистима су 1946. године повучени из Кине.

### Монголија
Два пука АНТ-40 распоређених у Монголији први пут су коришћени 26.јуна 1939. године против Јапанаца који су изводили офанзиву против удружених снага Монголије и Совјетских снага. Ови авиони су после почетних губитака од јапанских ловаца Накаџима Ки-27 примениле тактику лета на висинама од 6.100 метара где је Јапанцима било тешко да их пресретну. Тако је настављена акција ових авиона док се није завршила успешна офанзива совјетских и монголских снага против Јапанаца и потписивања споразума о прекиду ватре у септембру 1939. године.

### Учешће у Совјетско-Финском рату и финском ваздухопловству
Када је новембра месеца 1939. године Совјетски Савез напао Финску у том сукобу су учествовали и бомбардери АНТ-40. Летећи без пратње на мањим висинама ови бомбардери су били релативно лак плен финских ловаца и против авионске артиљерије. Коришћење скија уместо точкова је додатно успоравало ове авионе тако да је за 15 недеља овог рата изгубљено око 100 ових авиона. Осам ових авиона је финска војска заробила у току рата довела их у исправно стање и касније користила у ратним операцијама. Седам ових авиона је било са моторима М-103 а једам са мотором М-100. У току 1941. године након почетка ратних операција Немачке против Совјетског Савеза, немачка војска је заробила известан број бамбардера АНТ-40. Неке од ових авиона Немци су користили за своје потребе а највећи број заробљених авиона продали својим савезницима. То се десило и у и овом случају 16 авиона са резервним моторима Немци су продали Финцима који су комплетирали 24 бомбардера АНТ-40 са моторима М-103 и уврстили их у своје ратно ваздухопловство. Два обновљена авиона су коришћена као школски авиони за обуку пилота бомбардера и навигатора а остали су углавном коришћени за против подморничку борбу. Према финским изворима овим авионима су потопљене три подморнице и један трговачки брод од 4.000 бруто регистарских тона. У току рата финско ваздухопловство је изгубило 7 ових авиона у удесима а ниједан у борби. АНТ-40 је повучен из борбене употребе 1945. а дефинитивно је укинут 1950. године.

### Велики Отаџбински рат
Када је Немачка напала Совјетски Савез јуна месеца 1941. године на западним границама Совјетског Савеза било је лоцирано између 1.500 и 2.000 бомбардера угланвом АНТ-40/СБ. Координираном акцијом немачког ратног ваздухопловства на 66 аеродрома уништено је гро ваздухопловства Совјетског Савеза. Преостали авиони АНТ-40 и 41 су били инфериорни у односу на немачке авионе те није било неке њихове озбиљније примене јер нису могли да се одупру ловцима а били су осетљиви и на лаку против авионску артиљерију тако да се нису могли користити против немачких мотомеханизованих јединица без већих губитака. Због тога су ови авиони коришћени као ноћни бомбардери против артиљерије на фронтовима око опкољеног Лењинграда и Москве, на делу фронта против Финске, на Далеком истоку или за не борбене употребе: обука пилота, снабдевање, вучу једрилица и слично.

### Коришћење авиона АНТ-40 у цивилном ваздухопловству
Совјетска ваздухопловна компанија Аерофлот је 1938. године добила известан број авиона АНТ-40 који су конвертовани у путничке авионе ови авиони су добили ознаку ПС-40, могли су да превезу 6 путника и терета. Конверзијом ислужених бомбардера АНТ-41 у току 1940. године добијени су теретни авиони са ознаком ПС-41, у ове авионе су уграђени крилни резервоари за гориво тако да је ослобођен простор у трупу авиона за смештај путника и терета. Ови авиони су у Аерофлоту углавном служили за превоз поште.

## Сачувани примерци авиона АНТ-40/СБ
Иако је АНТ-40/41 био произведен у преко 7.000 примерака, а одређен број преживео све ратове у којима је учествовао, негде 70-их година 20. тог века је констатовано да не постоји ни један сачувани примерак овог веома значајног авиона. Совјетски часопис „Ваздушни Транспорт“ је на основу анкете сазнао да је у пределу Бајкала принудно слетео, због снежне олује један АНТ-40 и затим напуштен. Формирана је експедиција на челу са Јевгениј Коноплев која је на основу тих података пронашла авион и то у прилично добром стању. Авион је пренет у Москву где су га волонтери из ОКБ Тупољева потпуно обновили. Обновљени примерак овог авиона је априла месеца 1982. године приказан јавности у Централном музеју баздухопловства у Монину крај Москве. За сада је то једини сачувани примерак овог авиона.

## Земље које су користиле овај авион
| - Бугарска - Финска - Пољска - Словачка - СССР | - Кина - Монголија - Шпанија - Чехословачка - Нацистичка Немачка |